# Kilb (gmina)
Kilb – gmina targowa w Austrii, w kraju związkowym Dolna Austria, w powiecie Melk. Według spisu przeprowadzonego przez Austriacki Urząd Statystyczny 1 stycznia 2014 roku liczyła 2 528 mieszkańców.

## Współpraca
Miejscowość partnerska:
- Kirtorf, Niemcy